# Línea Izamal-Cancún
La línea Izamal-Cancún, también conocido como Tramo 4 del Tren Maya es una línea de 239 km de vía doble electrificada de ancho internacional que une las estaciones de Izamal y Cancún. Es propiedad de la empresa pública, Olmeca-Maya-Mexica.

## Vía Doble Electrificada

### Trazado

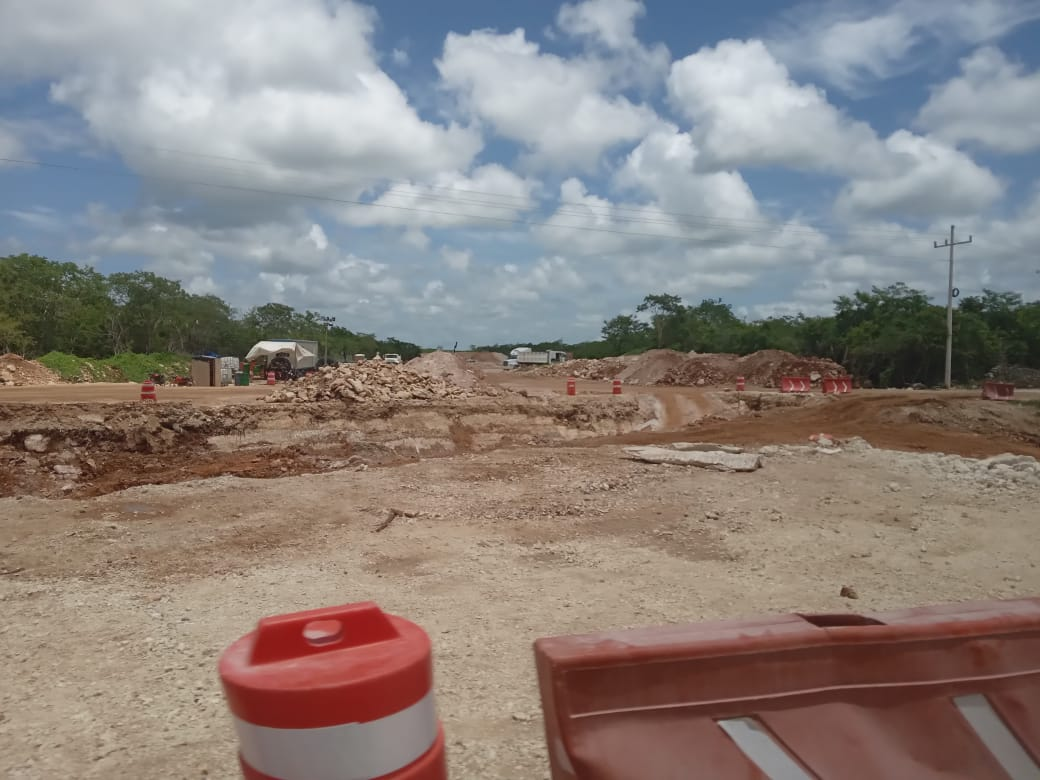
Construcción de la vía cerca de Izamal en 2022.

El trazado de la vía va paralelo sobre la Carretera Federal 180D entre el tramo Kantunil - Cancún, teniendo las estación y los edificios para la operación de la línea sobre esta vía, además, como trabajos complementarios la autopista amplio sus carriles para un mejor fluidez.Carretera Federal 180D
La longitud de la línea entre Izamal y Cancún es de 239 km, la cual es una vía doble electrificada, que cuenta con 478 km lineales de vía de los que consta el trayeco.

### Aspectos técnicos
Además de la vía doble electrificada, se llevó acabó la construcción de 35 pasos vehiculares y puentes; tres distribuidores viales, 92 pasos inferiores y de fauna, ademásde la modernización de la autopista Mérida-Cancún en sus 194 km.

## Servicios
Las estaciones de la línea ferroviaria son las siguientes:
| Tren      | <<                        | >>                | Paradas intermedias | Material                 | Observaciones |
| --------- | ------------------------- | ----------------- | --- | ------------------------ | ------------- |
| Tren Maya | Palenque                  | Cancún Aeropuerto | Boca del Cerro • Tenosique • El Triunfo • Candelaria • Escárcega • Carrillo Puerto-Champotón • Edzná • San Francisco de Campeche • Tenabo • Hecelchakán • Calkiní • Maxcanú • Umán • Mérida-Teya • Tixkokob • Izamal • Chichén Itzá • Valladolid • Nuevo Xcán • Leona Vicario | X'Trapolis Tsíimin K’áak | 10:53 h       |
| Tren Maya | San Francisco de Campeche | Cancún Aeropuerto | Tenabo • Hecelchakán • Calkiní • Maxcanú • Umán • Mérida-Teya • Tixkokob • Izamal • Chichén Itzá • Valladolid • Nuevo Xcán • Leona Vicario | X'Trapolis Tsíimin K’áak | 5:49 h        |
| Tren Maya | Teya-Mérida               | Cancún Aeropuerto | Tixkokob • Izamal • Chichén Itzá • Valladolid • Nuevo Xcán • Leona Vicario | X'Trapolis Tsíimin K’áak | 3:31 h        |